# رحیم رحیمی‌مقدم
رحیم رحیمی‌مقدم داور بازنشسته ایرانی فوتبال است و هم‌اکنون به عنوان ناظر داوری فعالیت دارد. وی در سال ۱۳۶۱ داوری را شروع کرده‌است. بازی بین دو تیم ملوان بندرانزلی - برق شیراز در سال ۱۳۷۲ اولین قضاوت کشوری رحیمی مقدم در فوتبال ایران بود.
رحیمی مقدم در هشت دوره لیگ برتر فوتبال ایران داوری کرد. او همچنین ۳۷ مسابقه برون مرزی را قضاوت کرده‌است که مهمترین آنها فینال نوجوانان آسیا بین کره‌جنوبی و یمن در کشور امارات و رده‌بندی جوانان آسیا بین ژاپن و سوریه در کشور مالزی بوده‌است.